# Ayumi hamasaki ARENA TOUR 2003-2004 A
『ayumi hamasaki ARENA TOUR 2003-2004 A』（アユミ・ハマサキ・アリーナ・ツアー・2003-2004・エー）は、2003年から2004年にかけて浜崎あゆみが行ったアリーナツアー及び、2004年9月29日に発売されたDVD。なお、タイトル末尾にある「A」はロゴ表記。

## 解説
浜崎のライブで唯一、大晦日に行われるカウントダウンライブも含めたアリーナツアーとなる。ただ、カウントダウンライブとアリーナツアーは大幅にセットリストが異なっている。
DVDは、34thシングル「CAROLS」と同時発売された。

## 曲目
1. OPENING
2. ourselves
3. Real me
4. ANGEL'S SONG
5. Fly high
6. teddy bear
7. Memorial address
8. Because of You
9. SURREAL - evolution - SURREAL
10. No way to say
11. Greatful days
12. Boys & Girls
13. UNITE!

encore
1. Moments
2. Trauma
3. independent
4. flower garden
5. Who...

## 参加ミュージシャン
- 浜崎あゆみ：Vocal

バンドメンバー
- エンリケ：Bass
- 野村義男：Guitar
- 小林信吾：Keyboards
- 友成好宏：Keyboards
- 江口信夫：Drums
- 濱田"Peco"美和子：Chorus
- 山崎"Princess"陽子：Chorus